# イタイ女 〜NO PAIN,NO LOVE? JAPAN GIRLS in LOVE〜
「イタイ女〜NO PAIN,NO LOVE? JAPAIN GIRLS in LOVE〜」（イタイおんなノーペインノーラブジャパンガールズインラブ）は、2013年7月にリリースされたアンティック-珈琲店-の通算19枚目のシングルである。発売元はRed Cafe。

## 解説
アンティック-珈琲店-（アンカフェ）が再始動後、4年ぶりに3カ月連続でシングルを発売する。 その名も「原宿参部作リターンズ!」 このシングルは原宿奪還のための第2弾。
カップリングには当時の「原宿参部作」の中から「エスカピズム」をりアレンジして「アンチエイジングver」として収録。

## 収録曲
1. イタイ女〜NO PAIN,NO LOVE? JAPAIN GIRLS in LOVE〜 (3分42秒)
  - 作詞:みく／作曲:
2. エスカピズム〜アンチエイジングver.〜(4分59秒)
  - 作詞:みく／作曲: